# Exocarpos aphyllus
Exocarpos aphyllus là một loài thực vật có hoa trong họ Santalaceae. Loài này được R.Br. mô tả khoa học đầu tiên năm 1810.